# ناتاليا ميكلين
ناتاليا فيودوروفنا ميكلين (بالأوكرانية: Наталія Фёдорiвна Меклин) و(بالروسية: Наталья Фёдоровна Мекли)؛ (8 سبتمبر 1922 - 5 يونيو 2005) هي طيّارة أوكرانية سوفيتية، شاركت في 980 طلعة جوية وهي من أكثر الطيّارات السوفيتيات الحاصلات على أوسمة ضمن الأفواج النسائية الثلاث واللاتي كان يطلق عليهن في ألمانيا النازية بساحرات الليل.

## انظر كذلك
- بطل الاتحاد السوفيتي.
- بطل الاتحاد الروسي.